# Jędrzej Hubert

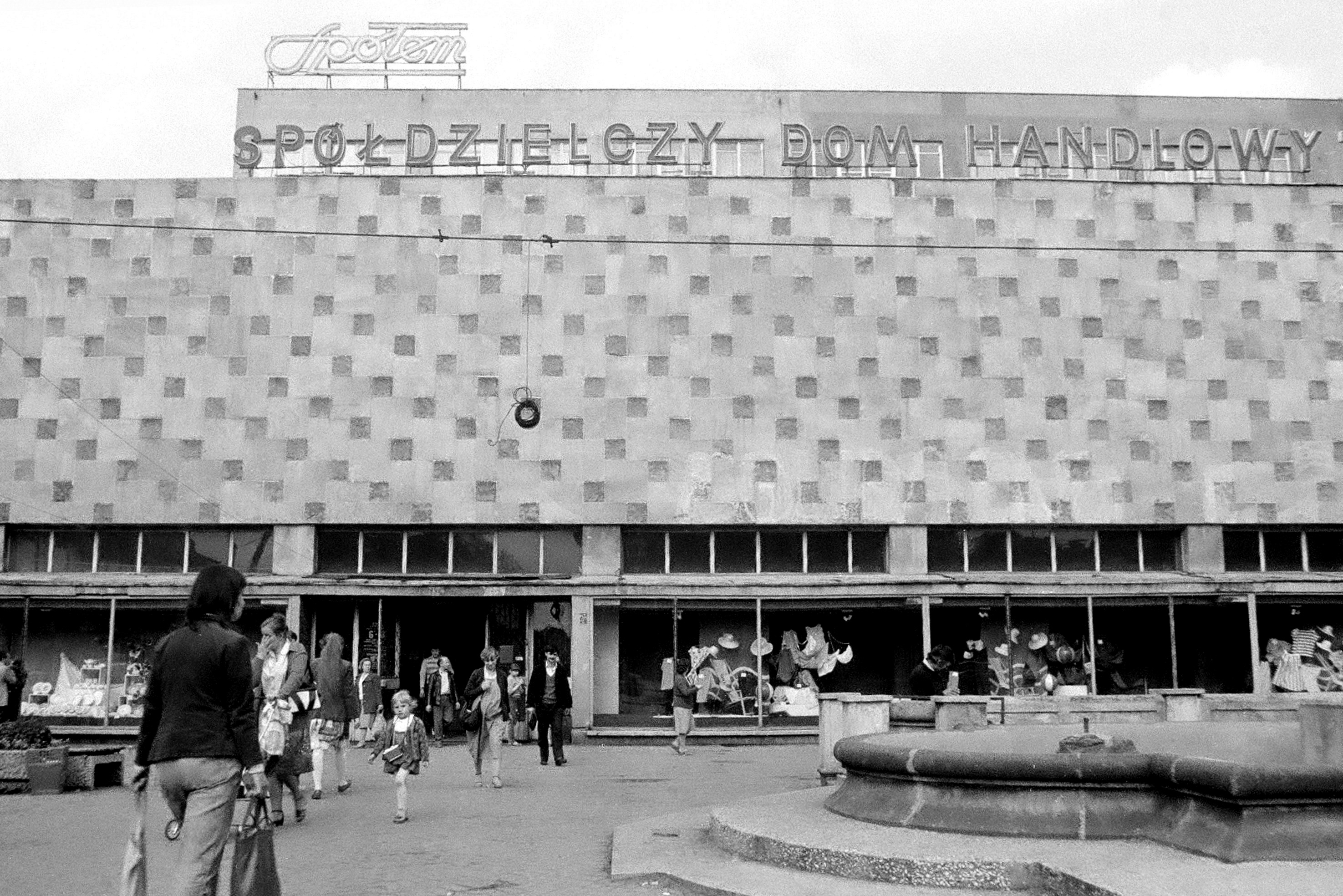
Dom Handlowy Kokos w Gorzowie Wlkp. (w 1985)

Jędrzej Hubert (ur. 6 czerwca 1926 w Poznaniu, zm. 23 lutego 1980) – polski architekt, mąż Aleksandry Hubert.

## Życiorys
Ukończył studia na Wydziale Architektury Szkoły Inżynierskiej w Poznaniu. Do 1963 pracował w Miastoprojekcie w Poznaniu. Potem działał w Zielonej Górze i Gorzowie Wielkopolskim (jako projektant) oraz w Kętrzynie i Międzyrzeczu (jako wykonawca). Był autorem projektu Domu Handlowego Kokos w Gorzowie (Społem) oraz zespołu handlowo-usługowego przy ul. Sikorskiego tamże. Pochowany na cmentarzu Jeżyckim w Poznaniu.